# 난창구
난창구(한국어: 남장구, 중국어: 南长区, 병음: Náncháng Qū)는 중화인민공화국 장쑤성 우시 시의 행정구역이다. 넓이는 22km2이고, 인구는 2007년 기준으로 330,000명이다. 도시의 남동쪽에 위치하고 고대의 도시 기반시설과 역사적으로 중요한 장소들이 있다. 이 지역은 또한 공업 밀도가 높다.

## 행정 구역
6개 가도를 관할한다.
- 가도: 南禅寺街道 迎龙桥街道 清名桥街道 金星街道 金匮街道 扬名街道.